# Liste von Persönlichkeiten der Stadt Wilhelmshaven
Die Liste von Persönlichkeiten der Stadt Wilhelmshaven führt Personen auf, die in Wilhelmshaven (einschließlich der im Lauf der Zeit eingemeindeten Orte) geboren wurden sowie solche Personen, die in einer besonderen Beziehung zu Wilhelmshaven stehen, ohne dort geboren zu sein.

## Ehrenbürger
Das Ehrenbürgerrecht ist die höchste Würdigung der Stadt Wilhelmshaven. Die Stadt hat die folgenden Personen damit ausgezeichnet:
- Franz Kuhlmann (1877–1965)

Wilhelmshavener Unternehmer, Gründer einer Stiftung zur Förderung eines Lehrstuhls für internationales Privatrecht, Bundesverdienstkreuz (1953)
Verleihung der Ehrenbürgerschaft am 27. Februar 1957

- Johann Janßen (1895–1983)

Rüstringer Stadtrat, Wilhelmshavener Stadtrat (1946–1972), Oberbürgermeister (1961–1972)
Verleihung der Ehrenbürgerschaft am 5. Juli 1972

- Arthur Grunewald (1902–1985)

Wilhelmshavener Stadtrat (1945–1960), Stadtdirektor (1960–1967) und Oberbürgermeister (1972–1976)
Verleihung der Ehrenbürgerschaft am 30. Juni 1977

- Walther Schumann (1903–1986)

Wilhelmshavener Oberstadtdirektor (1956–1968), Beigeordneter des Stadtrats (1968–1976)
Verleihung der Ehrenbürgerschaft am 5. Mai 1978

- Hans Janßen (1918–2001)

Wilhelmshavener Stadtrat und Fraktionsvorsitzender (ab 1955), Landtagsabgeordneter (seit 1963), Oberbürgermeister (1981–1986), Bundesverdienstkreuz (1986)
Verleihung der Ehrenbürgerschaft am 16. September 1998

- August Desenz (1938–)

Tauchermeister, hat seit 1984 mit seinem Hobby Drehorgelspielen mehr als eine Million Euro an Spenden eingesammelt. Das Geld ging an verschiedenste Einrichtungen, Vereine, Institutionen und Organisationen aus dem städtischen Leben, Bundesverdienstkreuz (1998), Ehrenschild der Stadt Wilhelmshaven und des Clubs zu Wilhelmshaven (2016)
Verleihung der Ehrenbürgerschaft am 3. Juli 2018

Während der Zeit des Nationalsozialismus bekam Adolf Hitler am 10. März 1933 gemeinsam mit Reichspräsident Hindenburg die Ehrenbürgerschaft verliehen. Nach der Vereinigung der Städte Wilhelmshaven und Rüstringen zur Stadt Wilhelmshaven wurde Hitler die Ehrenbürgerschaft am 29. Juni 1937 nochmals verliehen. Beide Verleihungen wurden mit einstimmigem Ratsbeschluss vom 15. Februar 1984 rückgängig gemacht.

## Söhne und Töchter der Stadt
Folgende Personen sind in Wilhelmshaven, Rüstringen oder in einer der auf dem heutigen Gebiet der Stadt befindlichen Gemeinden / Kirchspiele geboren, oder standen in einer besonderen Beziehung zu ihnen. Ob sie später ihren Wirkungskreis in Wilhelmshaven hatten oder nicht, ist dabei unerheblich.

### Bis 1900
- August Friedrich Wilhelm Crome (1753–1833), Spätaufklärer und Kameralist
- Eilhard Mitscherlich (1794–1863), Chemiker und Mineraloge
- Karl Gustav Mitscherlich (1805–1871), Pharmakologe und Hochschullehrer
- Carl Bernhard Friedrich Graepel (1818–1890), Jurist und Politiker
- Emil Meinardus (* 21. Dezember 1859 in Wilhelmshaven; † 10. November 1942 in Chilton, Wisconsin), Komponist, Musiklehrer, Dirigent und Musikalienhändler
- Hans von Krohn (1871–1938), Marineoffizier, Korvettenkapitän
- Karl Dincklage (1874–1930), Offizier und NSDAP-Funktionär
- Kurt Doerry (1874–1947), Leichtathlet
- Otto Feldmann (1875–1948), Kapitän zur See und Gauführer des Nationalsozialistischen Marinebundes in Sachsen
- Heinrich Wilhelm Roß (1876–1922), Glas- und Dekorationsmaler
- Ernst Batsch (1879–1948), Marineoffizier, zuletzt Konteradmiral der Reichsmarine
- Marie Behncke (1880–1944), erste Frau aus Nordwestdeutschland 1919 in der Weimarer Nationalversammlung
- Wilhelm Feldmann (1880–1947), Journalist, Auslandskorrespondent, Schriftsteller und Genealoge
- Friedrich Frerichs (1882–1945), Politiker, Landtagsabgeordneter (SPD)
- Max Hüesker (1883–1961), Landrat von Recklinghausen
- Arthur Raschke (1883–1967), Politiker
- Karl Groß (1884–1945), Jurist und Oberfinanzpräsident im Protektorat Böhmen und Mähren
- Arthur Slauck (1887–1958), Internist und Sanitätsoffizier
- Hans Richard Hemmen (1888–1956), Diplomat
- Hugo Henke (1888–1945), kommunistischer Politiker
- Wilhelm Krökel (1890–1945), Vorsitzender der Arbeitersportorganisation im Bezirk Weser-Ems und Mitglied im Kommunalparlament
- Irmgard von Lemmers-Danforth (1892–1984), Kinderärztin und Sammlerin historischer Möbelstücke
- Erhard Milch (1892–1972), Generalfeldmarschall und Generalinspekteur der Luftwaffe
- Fritz Niemand (1892–1943), Konteradmiral
- Ernst Schuster (1893–1979), Wirtschaftswissenschaftler und Hochschullehrer
- Christian Usinger (1894–1949), Offizier, zuletzt Generalleutnant im Zweiten Weltkrieg
- Karl Drewes (1895–1958), deutscher General
- August Faust (1895–1945), Philosoph, Hochschullehrer und Nationalsozialist
- Richard John (1896–1965), Offizier, zuletzt Generalleutnant im Zweiten Weltkrieg
- Walther Wadehn (1896–1949), Offizier, zuletzt Generalmajor im Zweiten Weltkrieg
- Johann Lange (1897–1956), Politiker (SPD), Mitglied des Landtags von Niedersachsen
- Rudolf Schroeder (1897–1965), Architekt
- Georg Joel (1898–1981), Oldenburger Ministerpräsident 1933–45
- Emil Kraft (1898–1982), Mitglied im Verfassunggebenden Ausschuss Niedersachsens
- Hildegard Teutsch (1898–1977), Lehrerin, Politikerin (DemP, FDP), Mitglied des Badischen Landtags
- Erwin Müller (1899–1982), Politiker (FDP), 1946 Mitglied des ernannten Oldenburgischen Landtages
- Heinz Voigt (1900–unbekannt), Schriftsteller

### 1901 bis 1950
- Karl Elliger (1901–1977), evangelischer Theologe
- Karl Brumm (1902–1965), SS-Hauptscharführer und NS-Sonderrichter
- Hans Hellmann (1903–1938), Physiker
- Herbert Klein (1903–1978), Politiker, Polizeipräsident
- Werner Milch (1903–1984), Jurist und Offizier der Wehrmacht, jüngerer Bruder von Erhard Milch
- Heinz Kirchhoff (1905–1997), Gynäkologe, Geburtshelfer und Hochschullehrer
- Hans Rudolf Rösing (1905–2004), Marineoffizier, U-Boot-Kommandant, zuletzt Konteradmiral der Bundesmarine
- Hellmuth Strobel (1905–1978), Marineoffizier, zuletzt Kapitän zur See der Bundesmarine
- Arwed Blomeyer (1906–1995), Rechtswissenschaftler
- Johann Meyer (1906–1977), Politiker (SPD), Mitglied der Bremischen Bürgerschaft
- Karl-Heinrich Schulz (1906–1986), Offizier, Generalmajor der Luftwaffe im Zweiten Weltkrieg
- Wilhelm Wiebens (1906–1990), SS-Führer, Kommandeur des Einsatzkommandos 9 der Einsatzgruppe B
- Hans Apelt (1907–1978), Jurist, Landgerichtsdirektor
- Adalbert von Blanc (1907–1976), Marineoffizier, zuletzt Flottillenadmiral der Bundesmarine
- Harald Koch (1907–1992), sozialdemokratischer Politiker
- Klaus Riedel (1907–1944), Raketenpionier
- Herbert Albers (1908–2001), Mediziner
- Peter von Haselberg (1908–1994), Journalist
- Hans Beutz (1909–1997), geboren in Bant, Verwaltungsbeamter und Politiker (SPD)
- Karl Marbach (1909–2003), Jurist und Verwaltungsoffizier der Wehrmacht in Saloniki
- Karl Finger (1910–1975), SS-Hauptsturmführer
- Fritz A. Koeniger (1910–1990), Autor
- Annemarie Balden-Wolff, geb. Romahn (1911–1970), Malerin, Graphikerin und Kunsthandwerkerin
- German Hafner (1911–2008), Klassischer Archäologe und Hochschullehrer
- Helmut Hertrampf (1911–2003), Maler und Schriftsteller
- Otto Blanck (1912–1982), Maler und Grabungszeichner
- Henry Picker (1912–1988), Jurist, Protokollführer von Adolf Hitlers „Tischgesprächen“
- Peter Moesser (1915–1989), Schlagerkomponist
- Otto Bertram (1916–1987), Offizier der Wehrmacht und später Oberstleutnant der Bundeswehr
- Bruno Carstens (1918–2001), Schauspieler
- Richard Lehners (1918–2000), niedersächsischer Innenminister
- Horst Robbers (1918–2010), Mediziner, Sanitätsoffizier, Admiralarzt
- Herbert Bruns (1920–1998), Biologe
- Werner Schünemann (1920–2004), Flottillenadmiral und Zahnarzt
- Günter Eichel (1921–nach 1987), Schriftsteller, Publizist und Übersetzer
- Helmut Heißenbüttel (1921–1996), Schriftsteller
- Georg Schmidt-Westerstede (1921–1982), Maler und Graphiker
- Gerhard Fleischhut (1923–1978), Maler und Graphiker
- Hans-Günter Gierloff-Emden (1923–2011), Geograph und Hochschullehrer
- Werner Müller (1923–2005), Chemiker und Kunsthistoriker
- Ludwig von Friedeburg (1924–2010), Soziologe und Politiker
- Hinrich Johannes Janßen (1924–2011), Politiker und Mitglied des Niedersächsischen Landtages
- Hans Clarin (1929–2005), Schauspieler und Synchronsprecher
- Jürgen Zwernemann (1929–2022), Ethnologe
- Almuth Salomon (1932–2018), Historikerin
- Karl Heinz Stadler (1932–2022), Sportfunktionär
- Peter Weygoldt (1933–2021), Biologe, Arachnologe und Herpetologe
- Heinz Kosok (1934–2025), Anglist und Hochschullehrer
- Klaus Reiners (* 1934), Kirchenmusiker
- Wolfgang Roth (1934–2012), Romanist
- Jost-Dietrich Busch (1935–2023), Ministerialbeamter
- Klaus-Dieter Sievert (* 1935), Marineoffizier, Flottillenadmiral
- Günter Schmahl (1936–2018), Physiker, Hochschullehrer der Universität Göttingen und Pionier der Röntgenmikroskopie
- Wolbert K. Smidt (1936–2016), Geheimdienstler, Diplomat und Publizist
- Karl Leister (* 1937), Klarinettist
- Hermann Haiduck (* 1938), Kunsthistoriker und Restaurator
- Christian Jülich (* 1938), Verwaltungsjurist und Fachautor
- Konrad Krauss (* 1938), Schauspieler
- Arend Remmers (* 1938), freikirchlicher Prediger, Autor und Dialektforscher
- Hilke Stamatiadis-Smidt (1938–2023), Wissenschaftspublizistin und Pressesprecherin
- Gerhard Beenders (* 1939), Brigadegeneral
- Rolf Julius (1939–2011), bildender Künstler
- Helmut Krueger (* 1939), Arbeitswissenschaftler und Hochschullehrer
- Uwe Schwenke de Wall (* 1939), Unternehmer und Politiker (CDU), Mitglied des Niedersächsischen Landtags
- Kurt Stadel (1940–2020), Stimmenimitator
- Volker Harms (* 1941), Ethnologe an der Eberhard Karls Universität Tübingen
- Matthias Tomczak (1941–2019), Ozeanograph
- Uwe Appold (* 1942), bildender Künstler
- Heiko Lueken (1942–2016), Chemiker und Hochschullehrer
- Peter Torkler (1942–2024), Politiker und ehrenamtlicher Bürgermeister der Stadt Schortens
- Uwe Reese (1943–2023), Fußballspieler und Politiker
- Roland Schäfer (* 1943), Schauspieler und Regisseur
- Werner Buß (* 1945), Politiker (SPD), Mitglied des Niedersächsischen Landtags 1994–2008
- Rainer Hajek (* 1945), Politiker (CDU), Bundestagsabgeordneter
- Klaus-Peter Hirtz (* 1945), Marineoffizier, zuletzt Konteradmiral der Bundesmarine
- Lothar Gaul (1946–2018), Maschinenbauingenieur und Hochschullehrer
- Wilfrid Adam (* 1947), Politiker
- Hans-Michael Bock (* 1947), Filmhistoriker, Filmmacher, Übersetzer und Publizist
- Kralle Krawinkel (1947–2014), Gitarrist, Gründungsmitglied von Trio
- Wolfgang E. Nolting (* 1948), Vizeadmiral, ehemaliger Inspekteur der Marine
- Gila Altmann (* 1949), Mitglied des Bundestages 1994–2002, Parlamentarische Staatssekretärin im Bundesumweltministerium 1998–2002
- Rainer Fetting (* 1949), bildender Künstler
- Rudi Meisel (* 1949), Fotograf
- Uschi Westphal, geborene Müller (* 1949), Volleyball-Nationalspielerin
- Hayo Freitag (* 1950), Filmemacher
- Rainer Pinnow (* 1950), Admiralarzt der Marine

### Ab 1951
- Arnold Preuß (* 1951), Theaterleiter, Schauspieler, Regisseur und Übersetzer, Träger Bundesverdienstkreuz (2016)
- Walter Reese-Schäfer (* 1951), Politikwissenschaftler und Hochschullehrer
- Horst Stowasser (1951–2009), Anarchist und Autor
- Gerd Harms (* 1953), Bildungs- und Europapolitiker
- Werner Tammen (* 1953), Galerist
- Klaus Ignatzek (* 1954), Jazzmusiker
- Rainer O. Neugebauer (* 1954), Pädagoge, Historiker und Sozialwissenschaftler
- Carola Schapals (* 1954), Malerin
- Holger Thomas (* 1956), Schlagersänger und Radiomoderator
- Olaf Büttner (* 1956), Schriftsteller
- Ralf Wieland (* 1956), Politiker, Präsident Abgeordnetenhaus von Berlin
- Peter Littelmann (* 1957), Mathematiker
- Thomas Hengelbrock (* 1958), Dirigent und Violinist
- Achim Engstler (* 1959), Schriftsteller
- Claus-Dieter Osthövener (* 1959), evangelischer Theologe
- Elisabeth Schilling (* 1960), Politikerin (SPD), Mitglied der Hamburgischen Bürgerschaft
- Tom Stromberg (* 1960), Theaterregisseur und -intendant
- Söke Dinkla (* 1962), Kunsthistorikerin und Direktorin des Lehmbruck Museums in Duisburg
- Marika Heinlein (* 1962), Langstrecken- und Ultraläuferin
- Christiane Franke (* 1963), Schriftstellerin
- Jens Kaltenstein (* 1963), Richter am Bundessozialgericht
- Kerstin Paeserack (* 1963), Fotomodell und Schönheitskönigin, verheiratet Kerstin Schmidt
- Nicolas Beyer (* 1964), Filmregisseur
- Holger de Groot (* 1964), General
- Thorsten Moriße (* 1964), Politiker (AfD)
- Sebastian Gramss (* 1966), Kontrabassist, Cellist und Komponist
- Olaf Lies (* 1967), Politiker (SPD)
- Marcus Sauermann (* 1967), Autor
- Carmen Everts (* 1968), hessische Landtagsabgeordnete
- Peter Koobs (* 1968), Musiker, Komponist, Musikproduzent
- Matthias Ducci (* 1969), Hochschullehrer für Chemie
- Carsten Feist (* 1969), Oberbürgermeister von Wilhelmshaven
- Doris Niespor (* 1969), Sachbuchautorin und Schriftstellerin
- Rainer Thomsen, geboren als Rainer Gaul (* 1971), Opernsänger, Gesangspädagoge und Kirchenmusiker
- Martin Lingnau (* 1971), Pianist und Komponist
- Marc Pickel (* 1971), Segler
- Marcell Saß (* 1971), protestantischer Theologe
- Till Feser (* 1972), Eishockeyspieler
- Jantje Fleischhut (* 1972), Schmuckdesignerin und Hochschullehrerin
- Marc Brenken (* 1973), Jazzpianist
- Thomas Pommer (* 1973), Fernsehredakteur und -produzent
- Niels Högel (* 1976), Serienmörder
- Nils Schulz (* 1976), Schauspieler
- Klaas Feser (* 1977), Eishockeyspieler
- Jan Henrik Behrends (* 1979), Handballspieler
- Antje-Britt Mählmann (* 1979), Kunsthistorikerin
- Christoph Semmler (* 1980), Fußballspieler
- Lydia Möcklinghoff (* 1981), Zoologin, Tropenökologin, Autorin und Ameisenbärenforscherin
- Florian Vogel (* 1981), Koch
- Maren Brinker (* 1986), Volleyball-Nationalspielerin
- André Albers (* 1988), Sportjournalist
- Eike Iken (* 1991), Koch
- Sebastian Polter (* 1991), Fußballspieler
- Kai Pröger (* 1992), Fußballspieler
- Dennis Doden (* 1993), Handballspieler
- Kea Eckermann (* 1994), Fußballspielerin/Analystin, Gesundheitsökonomin und Berufsschullehrerin
- Sören Otten, Weltmeister im Duathlon
- Lukas Mertens (* 1996), Handballspieler
- Kynda Gray (* 1997), Rapper, Sänger, Produzent und Songwriter
- Luca Horn (* 1998), Fußballspieler
- Lea Mauly (* 1999), Fußballspielerin

## Persönlichkeiten, die mit der Stadt verbunden sind
Untrennbar verbunden mit der Stadt Wilhelmshaven sind zudem die Namen der folgenden Personen:
- Gotthilf Heinrich Ludwig Hagen (* 3. März 1797 in Königsberg; † 3. Februar 1884 in Berlin) – Wilhelmshaven wurde nach seinem Hafenentwurf gebaut
- Kaiser Wilhelm I. (* 22. März 1797 in Berlin; † 9. März 1888 in Berlin) – Namensgeber der Stadt
- Prinz Adalbert von Preußen (* 29. Oktober 1811 in Berlin; † 6. Juni 1873 in Karlsbad) – Admiral, Befürworter und Förderer der Gründung Wilhelmshavens
- Julius Preller (* 20. Dezember 1834 in Offenbach am Main; † 17. Dezember 1914 in Varel) – Landschaftsmaler, Ingenieur und Fabrikdirektor
- Friedrich Graf von Baudissin (* 3. April 1852; † 5. Februar 1921) – Admiral, Ehrenbürger von Rüstringen
- Johann Georg Siehl-Freystett (* 16. Februar 1868 in Freystedt/Baden; † 15. August 1919 in Wilhelmshaven) – Maler
- Wilhelm Krüger (* 25. Februar 1871 in Oldenburg; † 29. Februar 1940) – Hafenbaudirektor in Wilhelmshaven
- Reinhard Nieter (* 16. Oktober 1883 in Brunne; † 8. Juni 1964 in Wilhelmshaven) – Kommunalpolitiker in Rüstringen, Oberbürgermeister der Stadt Wilhelmshaven von 1945–1952 und 1956–1961
- Martin Wagner (* 5. November 1885 in Königsberg; † 28. Mai 1957 in Cambridge) – Architekt, Stadtplaner und Architekturtheoretiker, 1911–1918 Stadtbaumeister in Rüstringen
- Georg Harms-Rüstringen (* 2. November 1890 in Rüstringen; † 14. Oktober 1955 in Rastede) – Maler
- Georg Emil Baumann (* 10. Januar 1891 in Elberfeld; † 2. Februar 1977 in Wilhelmshaven) – Maler, Ratsherr
- Heinrich Eufinger (* 29. Januar 1894 in Wiesbaden; † 11. März 1988 in Wilhelmshaven) – Gynäkologe und SS-Arzt, lebte von 1956 bis 1988 in Wilhelmshaven, Chefarzt der Frauenklinik Sanderbusch, Schwiegervater des Malers Gerhard Richter
- Rudolf Sang (* 30. März 1900 in Darmstadt; † 24. April 1972 in Wilhelmshaven) – Schauspieler, Regisseur und Theaterintendant
- Arno Schreiber (* 30. Januar 1938 in Oldenburg) – 1985–2002 Oberstadtdirektor von Wilhelmshaven, Professor für Volkswirtschaftslehre und Politikwissenschaft
- Ingo Sommer (* 12. Juni 1942 in Paderborn) – 1973–2002 Bauamtsleiter in Wilhelmshaven, Architekturhistoriker und Professor für Baugeschichte, Mitglied der Preußischen Historischen Kommission, Autor zahlreicher Bücher und Veröffentlichungen zur Wilhelmshavener Architektur- und Stadtbaugeschichte
- Hartmut Wiesner (* 1944 in Sanderbusch) – Maler, Bildhauer
- Punch Arogunz (bürgerlich: Benjamin Posern; *  30. Juli 1991 in Meschede) – Rapper und Tätowierer